# فارگو (فصل ۲)
فصل دوم مجموعه آنتولوژی کمدی سیاه و جنایی مجموعه تلویزیونی فارگو در ۱۲ اکتبر ۲۰۱۵ در شبکه کابلی اف‌ایکس پخش شد. بازیگران اصلی آن کیرستن دانست، پاتریک ویلسون، جسی پلمونس، جین اسمارت و تد دنسن هستند.

## بازیگران

### اصلی
- کریستین دانست در نقش پگی بلومکوئیست
- پاتریک ویلسون در نقش لو سولورسن
- جسی پلمونس در نقش اد بلومکوئیست
- جین اسمارت در نقش فلوید گرهارت
- تد دنسن در نقش هنک لارسون

### فرعی
- کریستین میلیوتی در نقش بتسی سولورسن
- جفری داناوان در نقش داد گرهارت
- زان مک‌کلارنون در نقش هانزی دنت
- بوکیم وودبین در نقش مایک میلیگان
- آنگوس سمپسون در نقش بیر گرهارت
- براد گرت در نقش جو بولو
- نیک آفرمن در نقش کارل ورز
- مایکل هوگان در نقش اتو گرهارت
- ریچل کلر در نقش سیمون گرهارت
- آدام آرکین در نقش همیش بروکر
- ریون استوارت در نقش مولی سولورسن
- امیلی هاین در نقش نورین وندرسلایس
- دنیل بیرن در نقش سانی گریر
- الیزابت مارول در نقش کنستانس هک
- کی‌یر او دانل در نقش بن اشمیت
- تری کینی در نقش رئیس گیبسون
- بروس کمبل در نقش رونالد ریگان
- ان کیوسک در نقش قاضی مونت
- مایک برادسیچ در نقش اسکیپ اسپرانگ
- گرگ بریک در نقش ویرجیل بایر

### مهمان
- کیرن کالکین در نقش رای گرهارت
- مارتین فریمن در نقش لستر نایگارد
- الیسن تولمن در نقش مولی سالورسن
- جوئی کینگ در نقش گرتا گریملی
- کالین هنکس در نقش گاس گریملی
- کیت کارادین در نقش لو سالورسن

## بازخورد
فارگو یکی از بهترین برنامه‌های تلویزیونی سال ۲۰۱۵ از سوی مطبوعات آمریکایی به‌شمار می‌رود. در وب‌سایت جمع‌آوری نقد راتن تومیتوز ۱۰۰٪ از ۶۱ بررسی منتقدان مثبت هستند، با میانگین امتیاز ۹٫۱/۱۰. توافق این وب‌سایت می‌گوید: «فصل دوم فارگو تمام عناصری را که سریال را به یک موفقیت برنده جوایز تبدیل کرده‌اند، حفظ می‌کند، و با موفقیت یک حماسه ستاره‌ای دیگر را با شخصیت‌های جذاب، بدبینی گستاخانه، و فقط یک لمس پوچ ارائه می‌کند.» این فصل همچنین دارای تمایز نادری است که هر قسمت یک امتیاز ۱۰۰٪ کامل را نیز حفظ می‌کند. متاکریتیک بر اساس ۳۳ بررسی، به فصل امتیاز ۹۶ می‌دهد که نشان دهنده «تحسین جهانی» است. این برنامه بالاترین رتبه‌بندی تلویزیونی سال در همان سایت و همچنین بیستمین برنامه برتر تمام دوران بود.
کریستوفر اور از آتلانتیک، فارگو را «تلویزیون هوشمند، هیجان‌انگیز و تخیلی، علاوه بر خنده دار بودن شرورانه» نامید که در آن هاولی ابعاد روایی و اطمینان بیشتری را در بینش خود به خود می‌گیرد. متیو گیلبرت از بوستون گلوب دیالوگ، بازیگری، فیلمبرداری، موسیقی، طراحی صحنه و کارگردانی را به عنوان رضایت‌بخش‌ترین ویژگی‌های آن معرفی کرد. تیم گودمن از هالیوود ریپورتر نیز همین‌طور بود، که معتقد بود ویژگی‌های گفته شده «یک نمایش کمدی تاریک بسیار جذاب و سرگرم‌کننده می‌سازد». نیل گنزلینگر، در نوشتن برای نیویورک تایمز، گفت که فارگو با شوخ‌طبعی مرده، خشونت، و «عجیب مشاهده‌ای» به شیوه ای بی‌نظیر با درام‌های مشابه پیوند می‌خورد. برایان لوری در بررسی خود برای ورایتی معتقد بود که علیرغم سرعت تند نمایش، هاولی با این وجود به داستان خود عمق می‌بخشد. دن ژاردین از مجله اسلنت موافق بود و فکر می‌کرد که پیچیدگی روایت چیزی است که فصل دوم را از فصل اول فارگو متمایز می‌کند. راب شفیلد از رولینگ استون احساس کرد که فارگو «پرتره‌ای جذاب از آمریکا در چهارراه» را نقاشی کرده‌است. آلان سپینوال در بررسی خود برای هیت‌فیکس گفت که این سری در حالی که هویتی متمایز می‌پذیرد، بهترین ویژگی‌های فیلم همنام خود را به تصویر می‌کشد. و وب‌سایت ای.وی. کلاب احساس کرد که این سریال «درام کابلی نادری است که از داستان‌گویی ضعیف و ابهام اخلاقی چشم‌پوشی می‌کند، و در عوض اپیزود به اپیزود ارائه می‌کند که در آن خیلی اتفاق می‌افتد و همه چیز مهم است.»